# Моє життя — убивство
«Моє життя — убивство» (англ. My Life Is Murder) — австралійсько-новозеландський детективний комедійно-драматичний телесеріал про загадкові вбивства, які розслідує колишня детективка поліції. Прем'єра перших десяти епізодів відбулася 17 липня 2019 року, вони виходили у середу на каналах Network 10 (Австралія) та TVNZ 1 (Нова Зеландія); 5 серпня серіал почали транслювати у США на Acorn TV, 24 вересня — у Великій Британії на Alibi.
У жовтні 2020 року серіал було продовжено на другий 10-серійний сезон для показу на TVNZ, Network 10, Acorn та інших мережах, які підписалися на трансляцію. Прем'єра другого сезону відбулася 9 серпня 2021 року (щопонеділка). У лютому 2022 року серіал було продовжено на третій 10-серійний сезон, який вийшов 19 серпня того ж року (щопонеділка). У грудні 2023 року про показ четвертого сезону оголосила AMC Networks; прем'єра восьми епізодів відбулася щонеділі з 21 квітня по 9 червня 2024 року.

## Синопсис
У центрі сюжету колишня детективка відділу вбивств Алекса Кроу (акторка Люсі Лоулес) — зі складним та суперечливим характером — на прохання свого друга розслідує таємничі вбивства, обставини яких заводять у глухий кут представників правоохоронних органів. Вона інстинктивно відчуває злочинців, має глибоку емпатію та прямолінійний характер, що іноді межує з грубістю. Поряд із розкриттям злочинів Алекса з гумором та впевненістю розв'язує свої особисті проблеми.

## Акторський склад

### Головні
- Люсі Лоулес — Алекса Кроу, колишній детектив відділу кримінальних розслідувань поліції штату Вікторія. Крім того, вона пече хліб на своїй кухні для Baristas Café. З другого сезону вона переїжджає до Окленду в Нову Зеландію, щоб бути ближче до свого брата Вілла. Вона також починає доставляти хліб до кафе Рубена.
- Ебоні Вагуланс — Медісон Фелісіано, помічниця Алекси. Вона колишній хакер і записалася в дослідницький відділ поліції, щоб уникнути арешту.
- Бернард Каррі — інспектор Кіран Хассі (1 сезон; гостьова роль — сезон 2), детектив і аналітик даних у поліції, якого консультує Кроу.
- Равірі Джоб — детектив Гаррі Енаре (сезон 2-4), друг Кірана, який доручає справи Кроу.
- Алекс Андреас — Джордж (Джорджос) Статопулос (сезон 1), власник кафе Baristas.
- Джо Науфаху — Рубен Вульф (сезон 2-4), власник кафе Рубена.

### Повторювані
- Ділрук Джаясінха — доктор Суреш (сезон 1), лікар Алекси
- Кейт Маккартні — Дон Мейсон (сезон 1), власниця будинку та сусідка Алекси
- Мартін Гендерсон — Вілл Кроу (сезони 2-4), брат Алекси
- Татум Воррен-Нгата — Бет, криптолог ВМС і подруга Медісон (сезон 3)
- Штеффен Швейцер — Герхардт (сезон 1)
- Лаура Деніел — Айла (2 сезон)
- Нелл Фішер — Олів Кроу (3 сезон), племінниця Алекси, донька Вілла
- Тодд Рівер — Капітан Громовержець, домашній кіт Алекси (сезон 1)
- Цепелін — Чаудер, домашня кішка Алекси (2 і 3 сезони)

### Деякі запрошені зірки
- Даніель Кормак — Нікі Мелоун
- Ліза Генслі — шеф-кухар Бренда Левін
- Алін Сумарвата — Моргана Фінч
- Алісія Гардінер — Джоан Аргус
- Магда Шубанськи — Міранда Лі
- Джейн Гарбер — Хлоя Енджел, ясновидиця
- Вільям Шетнер — Бартон Волворк
- Рене О'Коннор — Кларисса Кляйн
- Кіта Мін (Нік Неш) — Ніда, дреґ-квін
- Електра Шок (Джеймс Люк) — Джинджер Снепс, дреґ-квін
- Біл Бейлі — Енцо Павоне
- Темуера Моррісон — Френкі Джонс, співак
- Сімона Кесселл — Фейт Купер
- Рой Біллінг — Мюррей